# Nova Módica
Nova Módica là một đô thị thuộc bang Minas Gerais, Brasil. Đô thị này có diện tích 377,009 km², dân số năm 2007 là 3878 người, mật độ 10,2 người/km².